# Zavis Peak
Der Zavis Peak ist ein 2197 m hoher und spitzer Berg im westantarktischen Ellsworthland. In der Heritage Range des Ellsworthgebirges ragt er am südlichen Ende des Founders Escarpment auf.
Ein Geologenteam der University of Minnesota, das zwischen 1963 und 1964 in diesem Gebiet tätig war, benannte ihn nach Alfred Zavis (* 1926), Topographieingenieur des United States Geological Survey und Mitglied des Teams.